# Erik Larsson (langlaufer)
Erik August Larsson (Kurravaara, 20 april 1912 - Kiruna, 10 maart 1982) was een Zweeds langlaufer. Larsson behoorde tot de Finse sprekende minderheid in Zweden. Zijn kleindochter Åsa Larsson schrijft detectiveromans.

## Carrière
Larsson nam deel aan de winterspelen van 1936 in Nazi-Duitsland. Tijdens deze spelen veroverde Larsson de gouden medaille op de achttien kilometer en de bronzen medaille in de estafette. Larson was de tweede Zweedse loper tijdens de estafette en had van de Zweden de snelste tijd.

## Belangrijkste resultaten

### Olympische Winterspelen
| Editie | Plaats                 | Resultaten        |
| ------ | ---------------------- | ----------------- |
| 1936   | Garmisch-Partenkirchen | 18 km · estafette |

### Wereldkampioenschappen langlaufen
| Jaar | Plaats                 | Resultaten        |
| ---- | ---------------------- | ----------------- |
| 1935 | Vysoké Tatry           | estafette         |
| 1936 | Garmisch-Partenkirchen | 18 km · estafette |